# Ivelin Popov
Ivelin Ivanov Popov (Sofía, Bulgaria, 26 de octubre de 1987) es un futbolista búlgaro. Juega de centrocampista en el P. F. C. Botev Plovdiv de la Primera Liga de Bulgaria.

## Trayectoria

### Primeros años
Nació en Sofía, la capital de Bulgaria, y sus comienzos formativos en el fútbol fueron en un club de su barrio. En 2005 realizó una prueba de cuatro meses en el Feyenoord de Róterdam. No fue firmado, porque en ese momento no tenía 18 años. Tras el regreso a su país firmó su primer contrato profesional en el Litex Lovech, que lo avistaron en un partido amistoso.
Su primer partido oficial fue frente al CSKA Sofía en marzo de 2006 de la Primera Liga de Bulgaria y un mes después marcó su primer gol oficial. En las temporadas 2005-06 y 2006-07 fue tercero en la votación al mejor jugador joven de Bulgaria. En la Copa de la UEFA 2007-08 marcó su primer gol por una competencia internacional. Justamente en ese certamen su equipo sería eliminado por el Hamburgo S. V. en la tercera ronda de clasificación, pero marcaría 5 goles en 6 partidos.
En agosto de 2012 fue comprado por el Kuban Krasnodar de la Liga Premier de Rusia por 2 000 000 € por un lapso de tres años. En su segunda temporada en el equipo lograraron la clasificación a la fase de grupos de la Liga Europa de la UEFA 2013-14, tras acabar cuartos en la liga. Quedaron tercero en el grupo A con solo una victoria en los seis partidos, por lo tanto no avanzaron a la siguiente ronda.
En la temporada 2014-15 consiguió el tercer puesto en la liga por detrás del Zenit de San Petersburgo y el CSKA Moscú y él aportó 4 goles en 27 partidos.

## Selección nacional
Ha sido internacional con la selección de fútbol de Bulgaria; donde hasta ahora, ha jugado 90 partidos internacionales y ha anotado 16 goles por dicho seleccionado. También jugó para las categorías inferiores de su país, donde jugó 13 partidos y anotó 2 goles.

## Clubes
| Club                       | País     | Año       |
| -------------------------- | -------- | --------- |
| Litex Lovech               | Bulgaria | 2005-2010 |
| Gaziantepspor              | Turquía  | 2010-2012 |
| F. C. Kubán Krasnodar      | Rusia    | 2012-2015 |
| F. C. Spartak Moscú        | Rusia    | 2015-2019 |
| F. C. Rubin Kazán (cedido) | Rusia    | 2018      |
| F. C. Rostov               | Rusia    | 2019-2020 |
| P. F. C. Sochi             | Rusia    | 2020-2022 |
| P. F. C. Levski Sofia      | Bulgaria | 2022-2023 |
| P. F. C. Botev Plovdiv     | Bulgaria | 2023-     |

## Palmarés

### Títulos nacionales
| Título                | Club                   | País     | Año  |
| --------------------- | ---------------------- | -------- | ---- |
| Copa de Bulgaria      | P. F. C. Litex Lovech  | Bulgaria | 2008 |
| Copa de Bulgaria      | P. F. C. Litex Lovech  | Bulgaria | 2009 |
| A PFG                 | P. F. C. Litex Lovech  | Bulgaria | 2010 |
| Supercopa de Bulgaria | P. F. C. Litex Lovech  | Bulgaria | 2010 |
| Liga Premier de Rusia | F. C. Spartak Moscú    | Rusia    | 2017 |
| Supercopa de Rusia    | F. C. Spartak Moscú    | Rusia    | 2017 |
| Copa de Bulgaria      | P. F. C. Botev Plovdiv | Bulgaria | 2024 |